# Философовский Лазавец
Философовский Лазавец — деревня в Свердловском районе Орловской области. Входит в состав Никольского сельского поселения.

## География
Деревня расположена по берегу небольшой речушки Лозавец, в километре от соседней деревни Анненский Лазавец.
Уличная сеть отсутствует.
Географическое положение
Расстояние до
районного центра посёлка городского типа Змиёвка: 18 км.
областного центра города Орёл: 41 км.
Ближайшие населённые пункты
В радиусе 8 км. 20 населённых пунктов.
Анненский Лазавец 1 км, Барановка 2 км, Суры 3 км, Калинник 4 км, Тургеневский 4 км, Горки 4 км, Старое Горохово 5 км, Озерна 5 км, Кошелево 6 км, Ольгино 6 км, Козьминское 6 км, Красная Дача 6 км, Знаменское 6 км, Приятное 7 км, Никольское 7 км, Красная Рыбница 8 км, Философово 8 км, Троицкое 8 км, Володарская 8 км, Пенькозаводской 8 км, Репка 8 км

## Население
| 2010 |
| ---- |
| 1    |

## Транспорт
Поселковая дорога.